# Von-der-Decken-Sifaka
Der Von-der-Decken-Sifaka (Propithecus deckenii) ist eine Primatenart aus der Familie der Indriartigen innerhalb der Lemuren. Ehemals galt er als Unterart des Larvensifakas.
Die Art ist nach dem deutschen Afrikaforscher Karl Klaus von der Decken benannt.

## Merkmale
Das Fell der Von-der-Decken-Sifakas ist überwiegend weiß, der Nacken, die Schultern, der Rücken und die Gliedmaßen sind manchmal leicht gelbbraun oder silbergrau gefärbt. Die Hautfarbe ist schwarz. Das Gesicht und die kleinen runden Ohrmuscheln sind unbehaart, die Schnauze ist stumpfer als bei anderen Sifakas. Die Augenfarbe ist rot oder orange-rot. Es gibt auch melanistische Individuen, bei diesen sind der Kopf und der Nacken schwarz und die Schultern, die Oberarme und der vordere Teil des Rückens graubraun. Diese Tiere erreichen eine Kopfrumpflänge von 42 bis 48 Zentimetern, der Schwanz misst 50 bis 60 Zentimeter und das Gewicht beträgt 3,5 bis 4,5 Kilogramm.

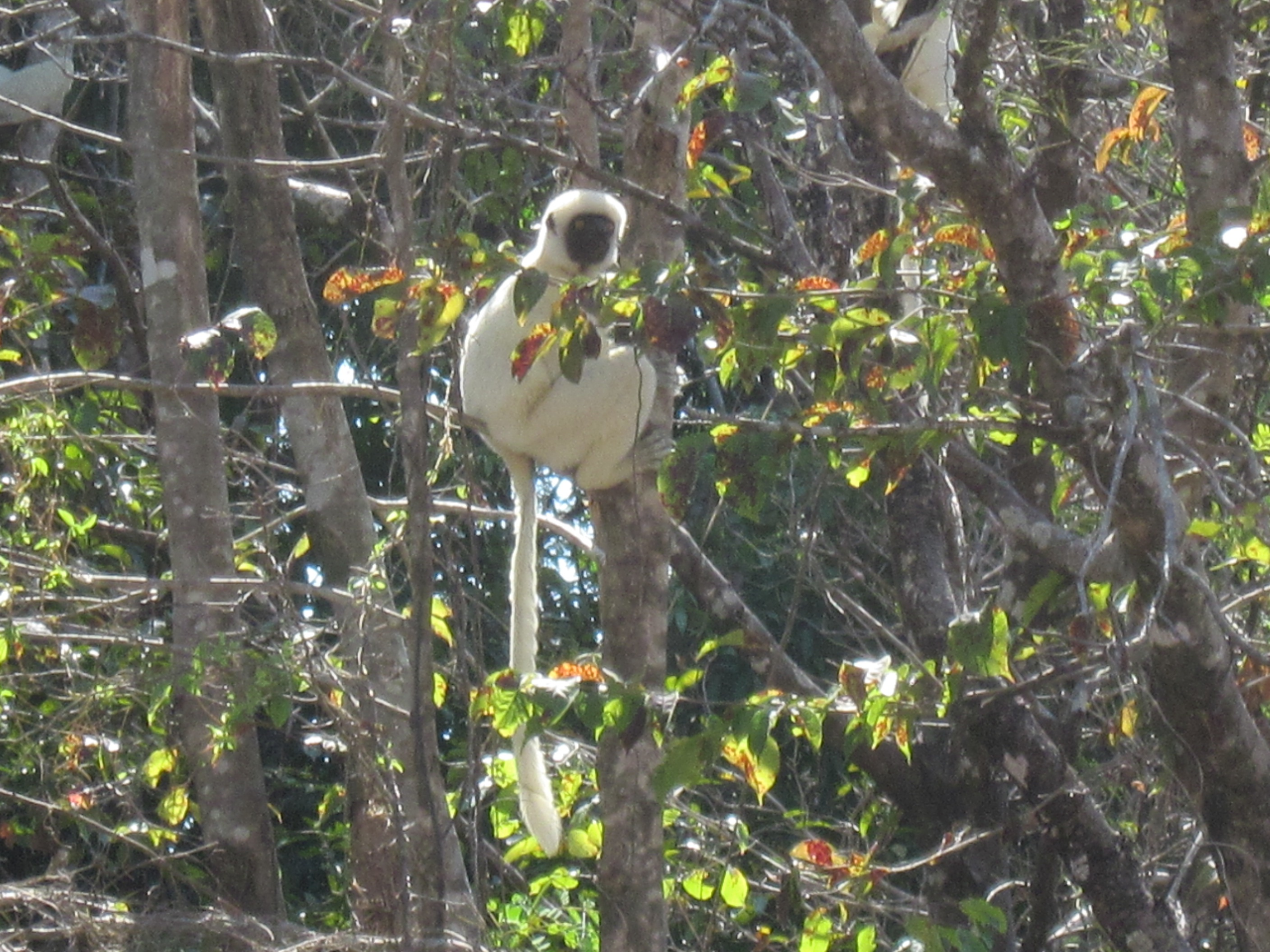
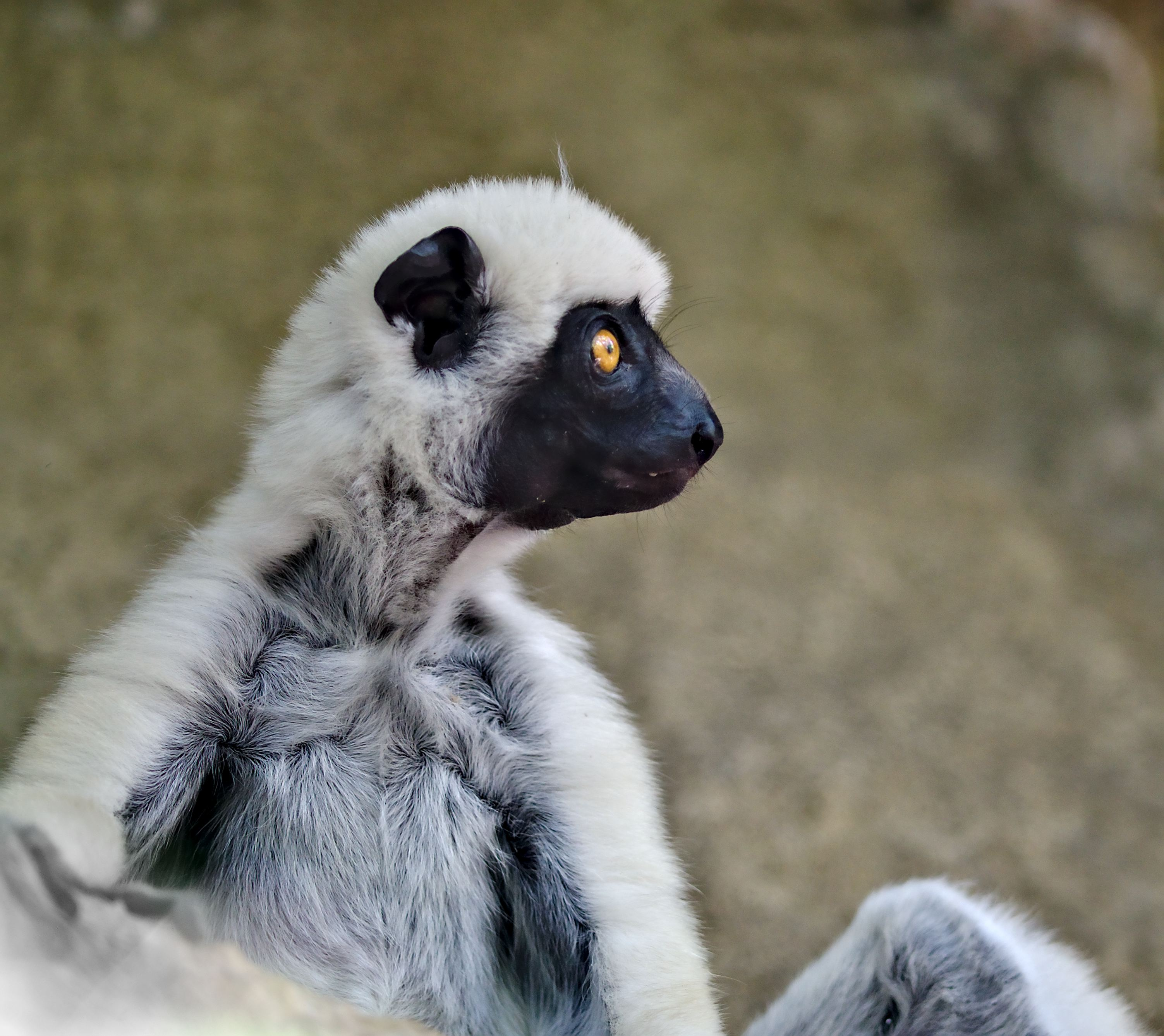
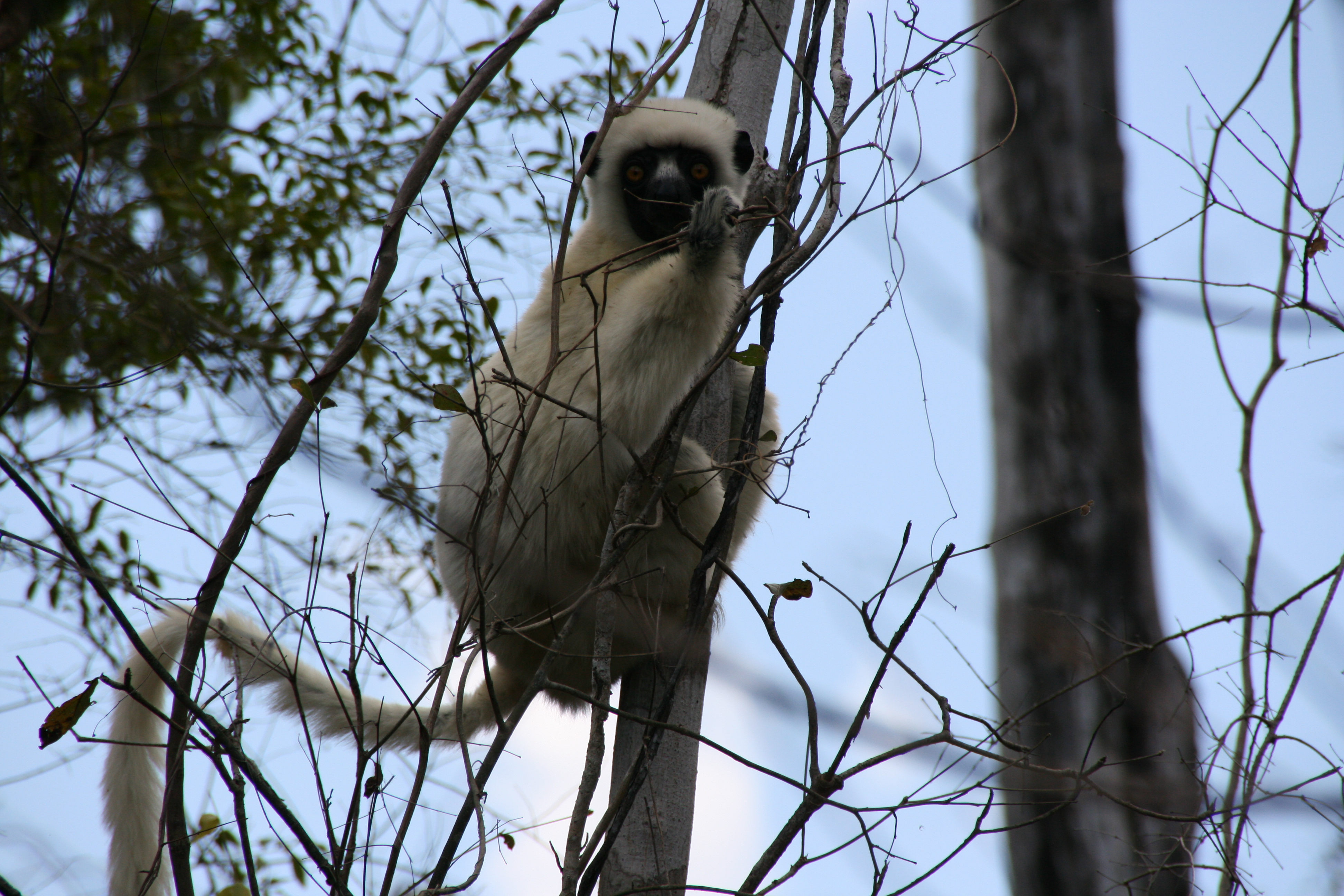
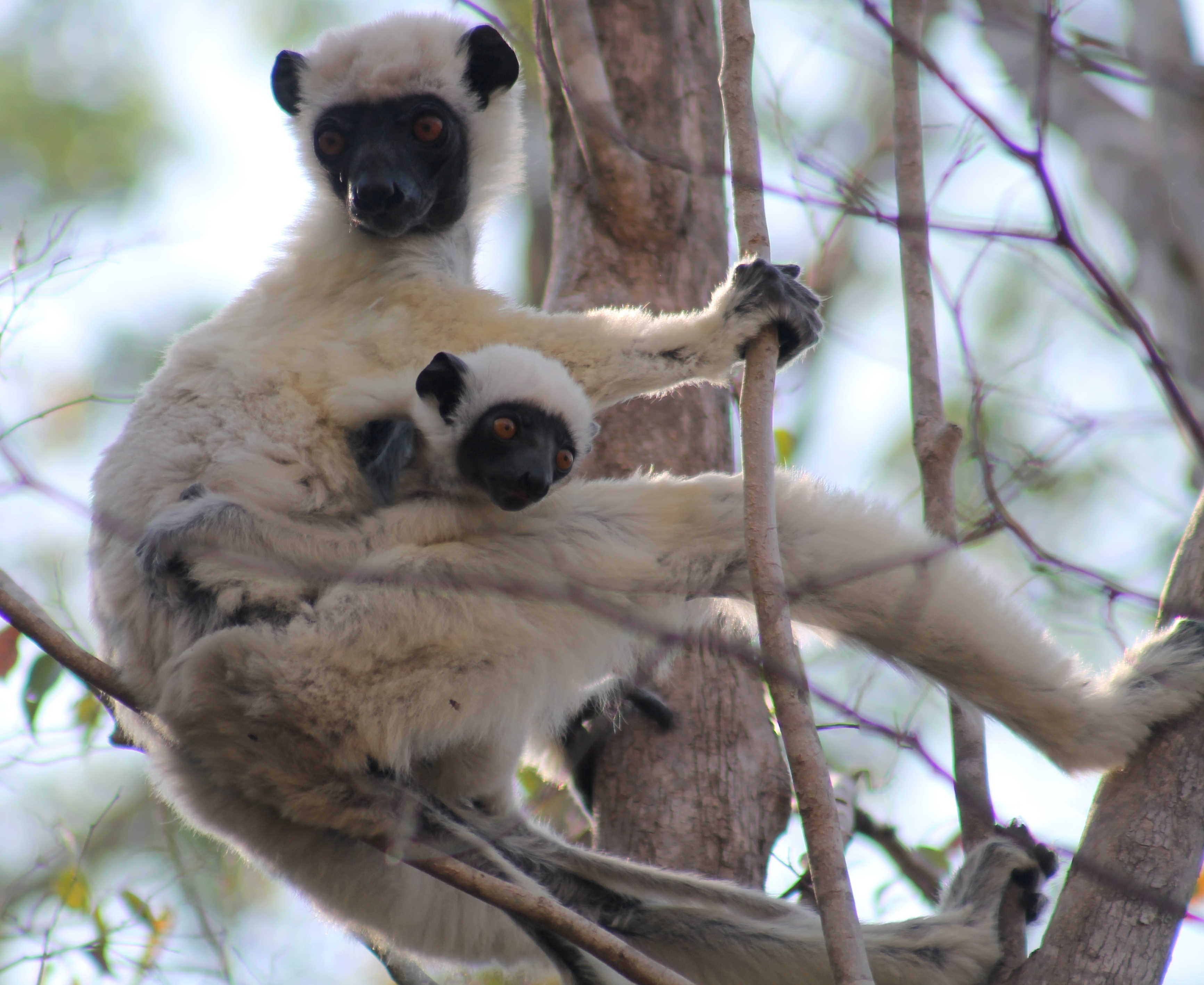

## Verbreitung und Lebensweise

Verbreitungsgebiet des Von-der-Decken-Sifaka

Von-der-Decken-Sifakas leben wie alle Lemuren nur auf Madagaskar. Ihr Verbreitungsgebiet liegt an der Westküste der Insel zwischen den Flüssen Mahavavy und Manambolo, die genauen Abgrenzungen sind aber nicht bekannt. Ihr Lebensraum sind trockene Laubwälder. Ansonsten ist über ihre Lebensweise wenig bekannt, die dürfte weitgehend mit der des Larvensifakas übereinstimmen. Sie sind tagaktiv und halten sich meist auf den Bäumen auf. Sie leben in Gruppen von zwei bis zehn (meist drei bis sechs) Tieren.

## Gefährdung
Die Hauptgefahr für diese Primaten stellt die Zerstörung ihres Lebensraums durch Abholzungen und Holzkohleerzeugung dar. Aufgrund eines strengen Tabus werden sie in einem Großteil des Verbreitungsgebietes nicht gejagt, sie werden dadurch relativ zahm und leben auch in Ortschaften. Die IUCN listet die Art als „gefährdet“ (vulnerable).